# Non troverai un tesoro
Non troverai un tesoro è un EP collaborativo tra il cantautore e rapper italiano Chiello, e il producer Powv_Fsk, pubblicato il 29 aprile 2019.

## Tracce
Testi di Rocco Modello, musiche di Domenico Venturo, eccetto dove indicato.
1. Non troverai un tesoro – 2:42 (testo: Rocco Modello, Antonio Succi, Domenico Venturo)
2. Pegaso – 2:20
3. Non cercarmi – 3:12 (musica: Gregory "Greg Willen" Taurone)
4. Sur le fond de la boite – 4:00
5. Gassa d'amante – 3:19